# Prix Henry Ingberg
Pour les articles homonymes, voir Ingberg.
Le Prix Henry Ingberg a été créé par la Ministre Fadila Laanan de la Communauté française de Belgique en 2007. Il vise à récompenser un réalisateur, acteur ou producteur belge ayant particulièrement favorisé par son talent, son implication et sa créativité le rayonnement du cinéma belge, en Belgique ou à l'étranger.
Ce prix annuel sera décerné lors d'un des grands festivals soutenus par la Communauté française. Il est d’une valeur de 2.500 euros.

## Henry Ingberg
Henry Ingberg fut secrétaire général du Ministère de la Communauté française. Décédé en octobre 2007, il a largement contribué au développement du cinéma en Belgique francophone. Cette année, c’est donc au festival de Mons qu’il a été attribué pour la première fois.

## Lauréats
- 2008 : Joachim Lafosse, auteur de trois longs métrages dont Nue propriété (2007).
- 2009 : Bouli Lanners, acteur